# هاري هوارد (لاعب كرة قدم أسترالية)
هاري هوارد (بالإنجليزية: Harry Howard)‏ هو لاعب كرة قدم أسترالية أسترالي، ولد في 1 سبتمبر 1873 في بورتلاند في أستراليا، وتوفي في 25 أكتوبر 1945 في ملبورن في أستراليا.

## وصلات خارجية
- هاري هوارد على موقع AustralianFootball.com (الإنجليزية)
- هاري هوارد على موقع AFLtables.com (الإنجليزية)